# Shiny Eyed Babies
Shiny Eyed Babies è il secondo album in studio del gruppo musicale statunitense Bent Knee, pubblicato l'11 novembre 2014.

## Descrizione
Anticipato a ottobre dall'audio di Battle Creek, l'album è caratterizzato da tematiche oscure, che spaziano tra la perdita, il senso di colpa e la paura di un futuro inabitabile. Anche dal punto di vista musicale risulta più pesante rispetto all'omonimo album del gruppo del 2011, con sonorità più sperimentali e influenzate dal progressive metal, dalla musica elettronica e dal pop barocco, oltre alla presenza di un'orchestra.

## Tracce
Testi e musiche dei Bent Knee.
1. Shiny Eyed Babies – 1:19
2. Way Too Long – 4:59
3. Dry – 6:07
4. In God We Trust – 5:20
5. I'm Still Here – 5:08
6. Dead Horse – 5:17
7. Battle Creek – 5:42
8. Untitled – 2:00
9. Sunshine – 5:19
10. Democratic Chorale – 1:42
11. Skin – 5:58
12. Being Human – 6:28
13. Toothsmile – 7:23

## Formazione
Gruppo
- Ben Levin – chitarra
- Chris Baum – violino
- Courtney Swain – voce, tastiera
- Jessica Kion – basso, voce
- Gavin Wallace-Ailsworth – batteria
- Vince Welch – sound design

Altri musicisti
- Abby Swidler – viola
- Abigale Reisman – violino
- Guy Mendilow – berimbau
- Matt Hull – tromba
- Matthew Consul – violino
- Rach Azrak – flauto
- Rachel Jayson – viola
- Rachel Panitch – violino
- Ro Rowan – violoncello
- Rob Krahn – trombone
- Sam Morrison – sassofono baritono
- Tyler Kion – sassofono contralto
- Valerie Thompson – violoncello

Produzione
- Vince Welch – produzione, missaggio, ingegneria del suono
- Adam Bross – ingegneria del suono
- Ray Jeffrey – mastering